# Chemin de fer Pont–Vallorbe
| Bahnhof Le Day mit Travys-Zug |                      |                                    |                                    |
| Streckenprofil Vallorbe–Le Day–Le Pont–Le Brassus grau: Streckenabschnitt im Eigentum der SBB blau: Abschnitt von Travys |                      |                                    |                                    |
| Streckennummer (BAV): | 201                  |                                    |                                    |
| Fahrplanfeld: | 201                  |                                    |                                    |
| Streckenlänge: | 8,7 km               |                                    |                                    |
| Spurweite: | 1435 mm (Normalspur) |                                    |                                    |
| Stromsystem: | 15 kV 16,7 Hz ~      |                                    |                                    |
| Maximale Neigung: | 40 ‰                 |                                    |                                    |
| |                      |                                    |                                    |
| \| \| \| SBB von Vallorbe R 4 R \| \| \| \| 3,15 \| Le Day Keilbahnhof \| 787,2 m ü. M. \| \| \| \| Flügelung R 4 \| \| \| \| \| SBB nach Lausanne R 4 \| \| \| \| 9,4 \| Les Epoisats ehemalige Haltestelle \| Les Epoisats ehemalige Haltestelle \| \| \| 9,52 \| Kulminationspunkt \| 1018,3 m ü. M. \| \| \| \| Tunnel du Mont-d'Orzeires (431 m) \| \| \| \| 11,63 \| Le Pont \| 1007,8 m ü. M. \| \| \| \| Travys nach Le Brassus R 4 R \| \| |                      |                                    |                                    |
| Strecke |                      | SBB von Vallorbe R 4 R             | SBB von Vallorbe R 4 R             |
| Bahnhof | 3,15                 | Le Day Keilbahnhof                 | 787,2 m ü. M.                      |
| Strecke |                      | Flügelung R 4                      | Flügelung R 4                      |
| Abzweig geradeaus und nach links |                      | SBB nach Lausanne R 4              | SBB nach Lausanne R 4              |
| ehemaliger Haltepunkt / Haltestelle | 9,4                  | Les Epoisats ehemalige Haltestelle | Les Epoisats ehemalige Haltestelle |
| Kulminations-/Scheitelpunkt | 9,52                 | Kulminationspunkt                  | 1018,3 m ü. M.                     |
| Tunnel |                      | Tunnel du Mont-d'Orzeires (431 m)  | Tunnel du Mont-d'Orzeires (431 m)  |
| Bahnhof | 11,63                | Le Pont                            | 1007,8 m ü. M.                     |
| Strecke |                      | Travys nach Le Brassus R 4 R       | Travys nach Le Brassus R 4 R       |

Die Chemin de fer Pont–Vallorbe (PV) war eine schweizerische Eisenbahngesellschaft, die von 1886 bis 1890 existierte. Die kurze Bahnstrecke ist heute im Eigentum der Schweizerischen Bundesbahnen (SBB). Die SBB betreiben die Strecke durchgehend von Vallorbe nach Le Brassus. Die Fortsetzung von Le Pont nach Le Brassus gehörte früher der Chemin de fer Pont–Brassus (PBr) und seit 2001 Travys.

## Geschichte

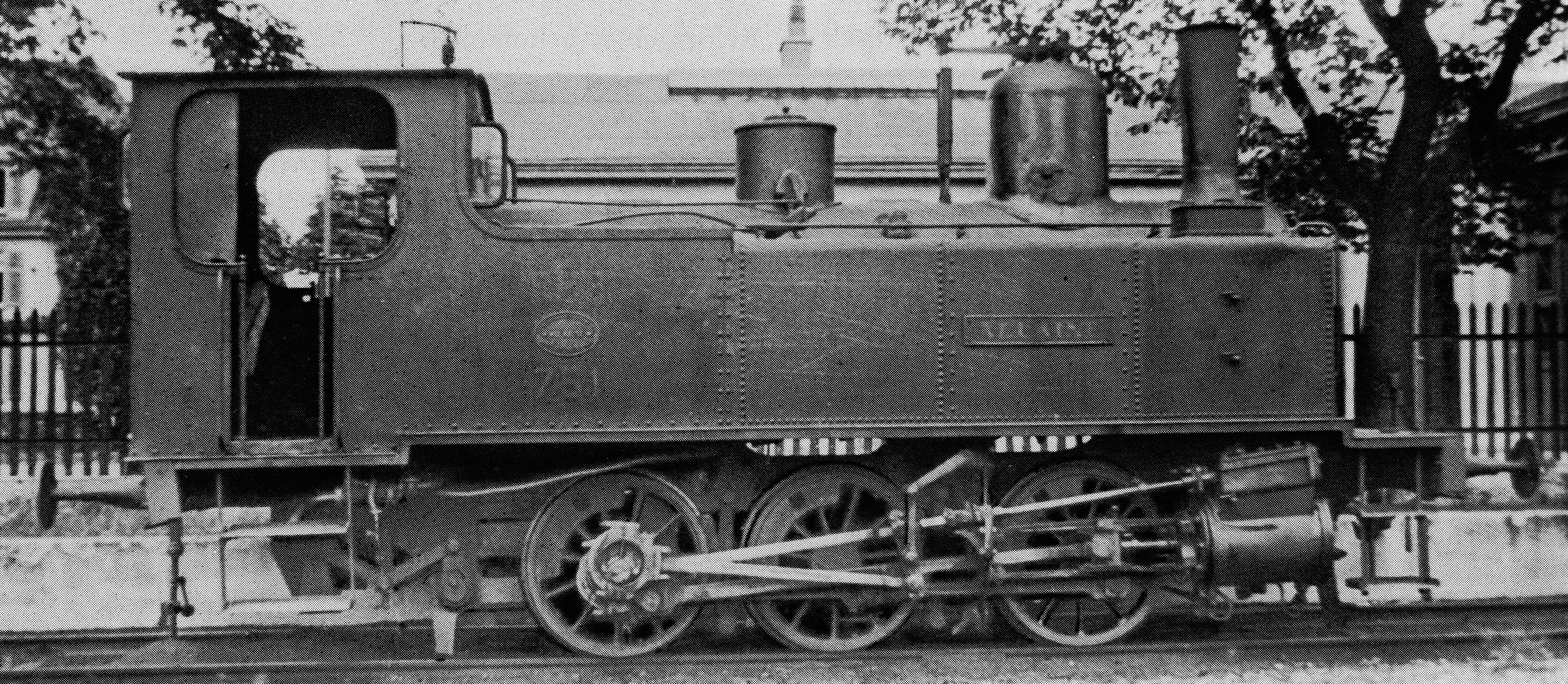
Lokomotive Nr. 201 bei ihrer späteren Besitzerin Régional Porrentruy–Bonfol (RPB)

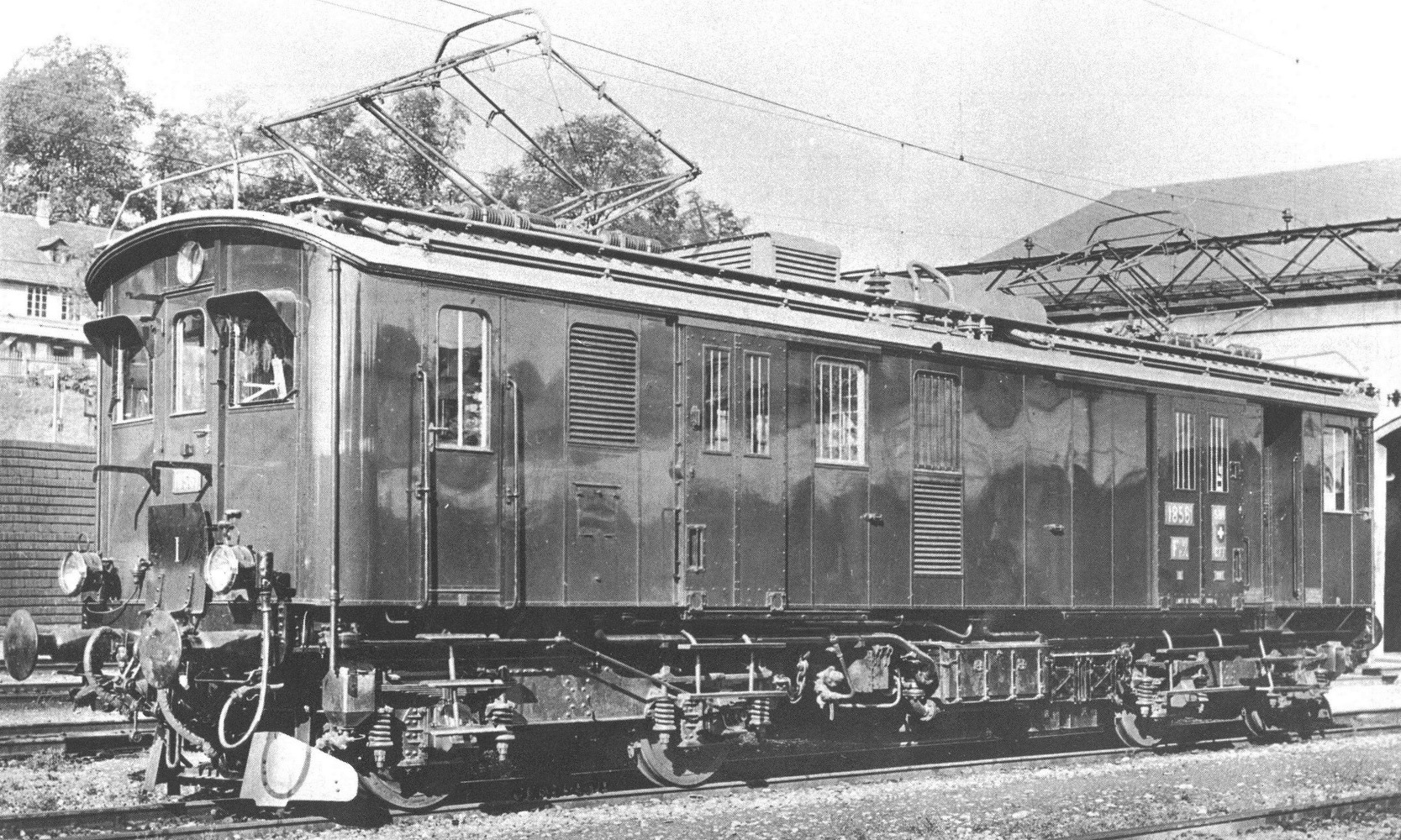
Nach der Elektrifikation setzten die SBB im Vallée de Joux die Fe 4/4 18509 bis 18511 ein, die wegen des grossen Gefälles zwischen Le Pont und Le Day mit einer Rekuperationsbremse ausgerüstet wurden

Die Chemin de fer Pont–Vallorbe eröffnete am 31. Oktober 1886 die Bahnstrecke von Le Day nach Le Pont im Vallée de Joux. Die knapp 8,5 Kilometer lange Stichstrecke zweigt nach 3,2 Kilometer in Le Day von der Strecke Vallorbe–Lausanne ab. Die Betriebsführung erfolgte durch die Suisse-Occidentale–Simplon (SOS) und ab 1890 durch die Jura-Simplon-Bahn (JS), die durch die Fusion der SOS mit der Jura–Bern–Luzern entstanden war. Das Rollmaterial wurde von der PV gestellt.
Der Güterverkehr entwickelte sich nicht so wie erwartet. Der Abbau des Eisens – für dessen Abtransport die Bahn unter anderem gebaut worden war – stockte, und aus den Einnahmen der Holz- und Eistransporte auf der kurzen Strecke war kein wirtschaftlicher Betrieb möglich. Zudem ging der Ertrag des 2,7 Kilometer langen Abschnitts Le Day–Vallorbe an die SOS bzw. an die JS. Obwohl am 21. August 1899 die Chemin de fer Pont–Brassus (PBr) die 13,3 Kilometer lange Verlängerung der Stichstrecke nach Le Brassus dem Betrieb übergab, nahm im Jahr 1890 der Betriebsaufwand wesentlich stärker zu als die Erträge. Die JS kaufte am 1. Januar 1891 die Bahngesellschaft in Form von 5600 gewöhnlichen Stammaktien zu 200 Franken, also für 1,2 Millionen Franken, auf. Die Schulden der Bahn von 545'000 Franken wurden vom Kanton Waadt und den Gemeinden à fonds perdu übernommen.
Als am 1. Mai 1903 die Jura-Simplon-Bahn verstaatlicht wurde, kam die Strecke zu den SBB. Während der beiden Weltkriege nahm der Güterverkehr markant zu. Der Energiemangel führte zu einer Intensivierung der Forstwirtschaft einschliesslich Köhlereien im waldreichen Vallée de Joux. Die Ortschaften entlang des Lac de Joux wurden überdies für die Sommerfrische und im Winter für Eislaufen oder Schlitteln besucht. Die Wirtschaftskrise in den 1930er-Jahren führte zu einem markanten Rückgang im Güter- und Personenverkehr. Am 2. Oktober 1936 wurde die Strecke zusammen mit der Chemin de fer Pont–Brassus elektrifiziert, womit der Betrieb vereinfacht werden konnte.

## Heutiger Betrieb
Der Personenverkehr wird durchgehend von Vallorbe über Le Pont nach Le Brassus von den SBB im Stundentakt betrieben. In den Hauptverkehrszeiten verkehren zusätzliche Züge, die zum Teil nach Lausanne durchgebunden werden.

## Rollmaterial
Liste der Lokomotiven, die bei der PV eingesetzt wurden:
| Bezeichnung                | PV/SOS-Nr. | PV-Name    | Hersteller | Baujahr | JS-Nr. ab 1891 | RPB-Nr. ab 1901 | RPB-Name ab 1901 | Bemerkung               | ausrangiert |
| -------------------------- | ---------- | ---------- | ---------- | ------- | -------------- | --------------- | ---------------- | ----------------------- | ----------- |
| ab 1887: E3 ab 1902: E 3/3 | 201        | Le Risoux  | SACM       | 1886    | 751            | 751             | Allaine          | ab 1929 Basel Dreispitz | 1948        |
| ab 1887: E3 ab 1902: E 3/3 | 202        | Le Sentier | SACM       | 1886    | 752            | 752             | Vendline         |                         | 1924        |